# Bovenstreek (Noorddijk)

Bovenstreek in de gemeente Groningen

Bovenstreek is een buurt in de wijk Noorddijk van de stad Groningen in de Nederlandse provincie Groningen. De buurt ligt ingeklemd tussen Beijum in het noorden, Lewenborg in het zuiden en de Beneluxweg, de oostelijke ringweg van Groningen (een deel van de (provinciale weg N46), in het westen. Bovenstreek telt 233 inwoners en bestaat uit een woonbuurt (Zilvermeer), Kardinge (waaronder het Sportcentrum Kardinge en de Kardingerplas of het Zilvermeer) en het Wijkpark van Lewenborg.
De Bovenstreek vormde vroeger een steekje ten westen van Noorddijk en ten oosten van het Selwerderdiepje, grofweg tussen de boerderijen Zorgwijk (voormalige borg Ulgersma-Sorgwijk) en Lewenburg (voormalige borg Lewenburg). De huidige buurt werd samen met het Kardingecomplex aangelegd in de jaren '90 van de 20e eeuw.